# アリシアクリニック
アリシアクリニックは、かつて存在した日本の脱毛クリニックである。

## 沿革

### 破産前
株式会社エム・シーネットワークスジャパンが1993年5月に設立される。同社は美容脱毛サロン「銀座カラー」を運営していた。
医療法人社団美実会が2010年1月に創業され（同年9月に法人改組）、一般社団法人八桜会が2021年7月に設立される。この2つの法人は株式会社エム・シーネットワークスジャパンのグループ法人として事業展開していた。美実会が「アリシアクリニック」を運営し、八桜会が「じぶんクリニック」を運営していた。
2023年11月ごろに美実会と八桜会がエム・シーネットワークスジャパンのグループを離脱した。エム・シーネットワークスジャパンは2023年12月に破産手続き開始決定を受けた。これにより、経営が悪化するが、資金繰りの改善が行われた。資金繰り改善のために、「じぶんクリニック」の屋号を「アリシアクリニック」に変更した。
2024年10月28日に「銀座カラー」の人材採用窓口となっていた株式会社ファーストコンサルティングが破産手続き開始決定を受けた。

### 破産
美実会と八桜会は2024年12月10日に東京地方裁判所に自己破産を申請し、破産手続き開始決定を受けた。

## CM

### イメージキャラクター
- 神田沙也加（2016年10月 - ?）[3]
- 平祐奈（2019年12月25日 - ?）[4]
- 見上愛（2021年10月1日 - ?）[5]

### 他の出演者
- 宮越愛恵（2021年）[6]

### CMソング
- Mela!（2021年）（緑黄色社会）[7]